# Draken II-klass
Draken II-klass var en ubåtsklass bestående av sex ubåtar tillhörande den svenska flottan. De byggdes 1960–1961 och utrangerades under 1980-talet.
På grund av förseningar i projekt A11, det vill säga vad som så småningom skulle bli Sjöormen-klassen, beslöt man att dessförinnan bygga en moderniserad variant av den tidigare Hajen III-klassen. Den största förändringen var det helt nya akterskeppet med en enda stor, långsamtgående propeller för högre tyst fart och förbättrad uthållighet. Draken II (projekt A12) var också först med att erhålla en nyutvecklad, enmans styrautomat, liknande ett flygplans, vilket kom att bli standard på efterföljande ubåtstyper. Draken II hade från början ett elektromekaniskt torpedcentralinstrument tillverkat av Svenska AB Philips som benämndes TCI m/ä eller torpe 679. Instrumentet beräknade kontinuerligt den vinkel som torpeden skulle gira efter utskjutning för att träffa målet. De beräknade girvinklarna överfördes direkt till torpederna. Beräkningarna baserades på inmatade värden på riktning till målet, målavstånd, målvinkel, målfart, mållängd, egen kurs och fart samt torpedfart.
Draken II blev den första ubåten som helt projekterades på Kockums. Under slutet av 1960-talet genomfördes även en halvtidsmodifiering som innebar bland annat ny eldledning, radar och snorkel. Torpedeldledningen byttes ut till TCI 200 (torpe 695) som även kunde hantera trådstyrda torpeder. Radarn PS 819 installerades och utnyttjades primärt för målinmätning för torpederna.